# コンゴ民主連合
コンゴ民主連合（コンゴみんしゅれんごう、英: Congolese Rally for Democracy, Rally for Congolese Democracy、仏: Rassemblement Congolais pour la Démocratie, RCD）は、1998年に結成された、コンゴ民主共和国の反政府勢力。

## 概要
バニャムレンゲ (Banyamulenge) 勢力を自称し第二次コンゴ戦争を引き起こしたが、実際にはルワンダ及びウガンダ軍による侵攻の側面が大きいと考えられている。
第一次コンゴ戦争でローラン・カビラはルワンダ・ウガンダの支援を受けバニャムレンゲによるコンゴ・ザイール解放民主勢力連合を結成してモブツ・セセ・セコを亡命に追い込んだが、カビラが政権を握るとバニャムレンゲ偏重との批判を受け、これを退けるようになった。これに不満をもったバニャムレンゲの蜂起により第二次コンゴ戦争が起こされた。

ウガンダ勢とルワンダ勢による2003年6月頃のおおよその支配図

エルネスト・ワンバ・ディア・ワンバ (Ernest Wamba dia Wamba) が代表に選ばれ、今度はカビラの打倒を図り国土の北東部およそ4割を支配するに至ったが、カビラもアンゴラ・ジンバブエ・ナミビアなどの支援を受けて持ち堪えたため、ウガンダ勢とルワンダ勢が略奪する資源の利権を巡って対立するようになった。1998年8月に元モブツ派のエミール・イルンガがゴマ派を結成し、1999年5月16日にはルワンダの支援によりイルンガが臨時総会で新しい代表に選ばれたためワンバはキサンガニに逃れ、コンゴ民主連合キサンガニ派（ワンバ派）に分裂し、ゴマ派が主流派となった。1999年7月10日にはルサカ停戦合意が結ばれ、和平に向けての交渉が開始され、これにはゴマ派も8月31日に署名したが、イトゥリ地方ではウガンダ軍が土地紛争に際してヘマ族を偏重し、イトゥリ州 (Ituri Province) を設置して武器を流入させたためレンドゥ人との間でイトゥリ紛争 (Ituri conflict) が起った。キサンガニ派のトマス・ルバンガは、ヘマ族を結集してコンゴ愛国連合 (Union of Congolese Patriots) を結成し、のちにゴマ派のローラン・ンクンダなどと共に国際刑事裁判所に訴追された。キサンガニ派ではムブサ・ニャムウイジがワンバに代わりコンゴ民主連合・解放運動となり、ゴマ派では2000年に指導者がイルンガからアドルフ・オヌスンバに代わった。
2001年1月にローラン・カビラが暗殺され、息子のジョゼフ・カビラが後を継ぎ、2003年6月30日にはサンシティ合意により暫定移行政府が発足した。コンゴ民主連合も暫定政府軍への統合に従い、アザリア・ルベルワ (Azarias Ruberwa) も4人の副大統領の1人となったが、2004年にはンクンダらはマシシの森に潜伏して反政府活動を再開し、5月には南キヴ州の州都ブカヴを占領した。2006年7月ンクンダの勢力は人民防衛国民会議 (CNDP) と名を変えた。

## 脚註
1. 1 2  澤田昌人「コンゴ東北部イトゥリ地方における民族間対立と土地問題」『立命館言語文化研究』17巻3号 2006年2月。
2. 1 2 3 4 5  藤原定「中部アフリカ諸国の政治情勢-植民地時代から現代までの権力闘争小史-」pp.78-88, 日本国際問題研究所、2008年5月。
3. ↑  『アフリカ情報通信 Africa Newsletter』Vol.1 No.1 2004年2月15日。
4. ↑  吉田敦「鉱物資源問題と世界経済」『商学研究論集』21号 明治大学、2004年9月。